# Di inferi

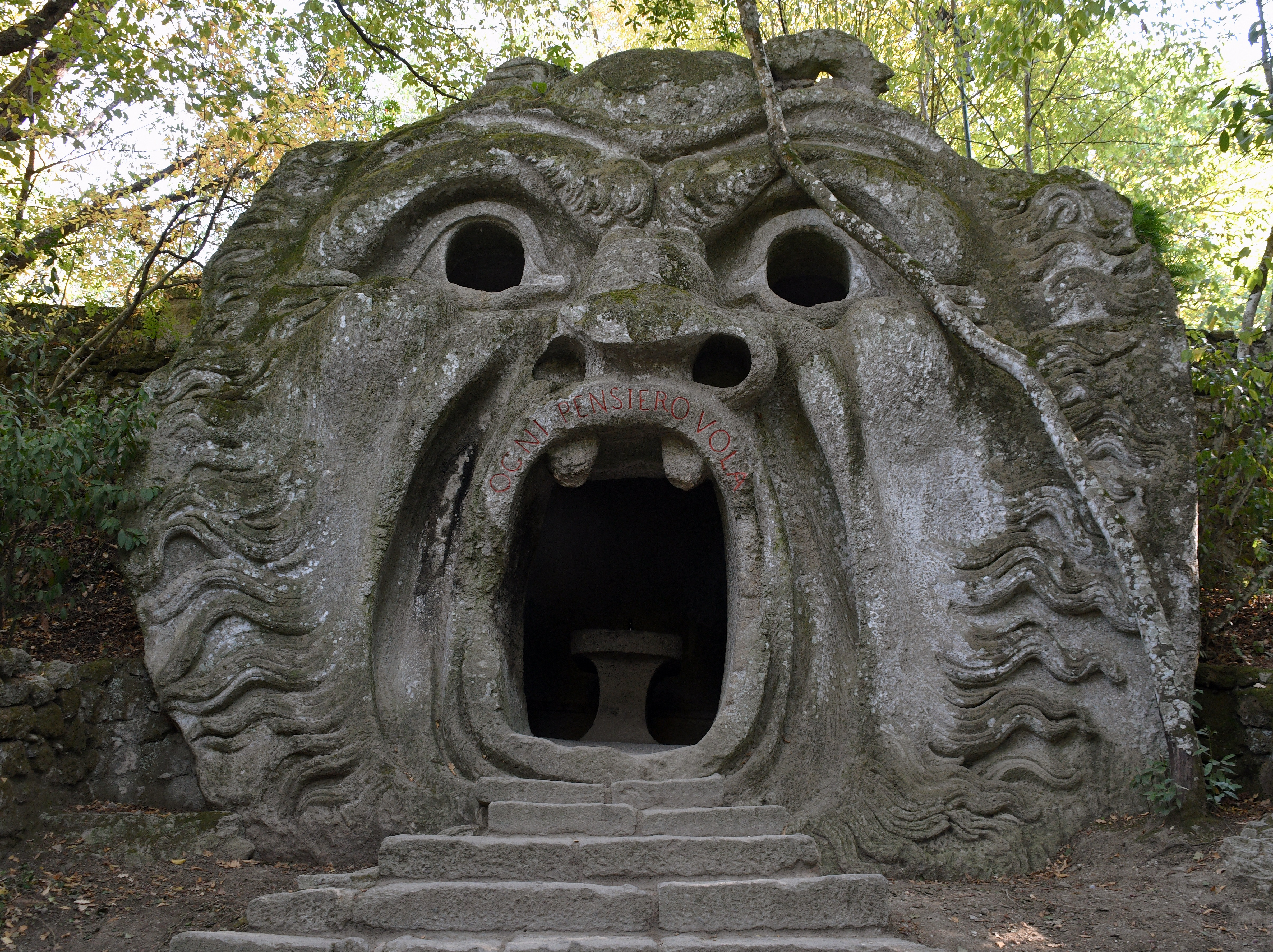
La boca del Orco, en los jardines de Bomarzo, representación de la entrada al mundo subterráneo donde habitaban los di inferi

Inferi («infernales [ctónicos]») era el nombre empleado por los romanos para referirse a los dioses del inframundo en contraposición a los dioses celestiales (Superi). Esta división también se dio en la religión de la antigua Grecia, para distinguirlos de los dioses del Olimpo en la época clásica. Este concepto se designaba en griego con las expresiones: οἱ κάτω, οἱ χθὸνιοι, οἱ ὑπὸ γαῖαν, οἱ ἔνερθε, o οἱ ὑπένερθε Δεοὶ y los dioses celestiales οἱ ἄνω, ὕπατοι y οὐράνιοι. La palabra inferi era usada también para designar a los muertos en contraposición a los vivos de la tierra y también como un epíteto para definir a los Manes.
Inferi eran, además, todos los habitantes del inframundo o mundo inferior.

## Los manes
La palabra inferi se usaba a veces acompañando a la palabra Manes, el colectivo de los espíritus de los ancestros a los cuales se les rendía culto puesto que tenían poder sobre los vivos. El origen más probable de la palabra manes se cree que debe ser la palabra manus o de su forma declinada manis, el antónimo de la cual era immanis. Manus  quería decir «amable», pero también se puede traducir por «dios» ya que se empleaba de forma eufemística en sustitución del nombre de un dios inferi porque la pronunciación del nombre auténtico podía causar algún mal.

## Los sacrificios

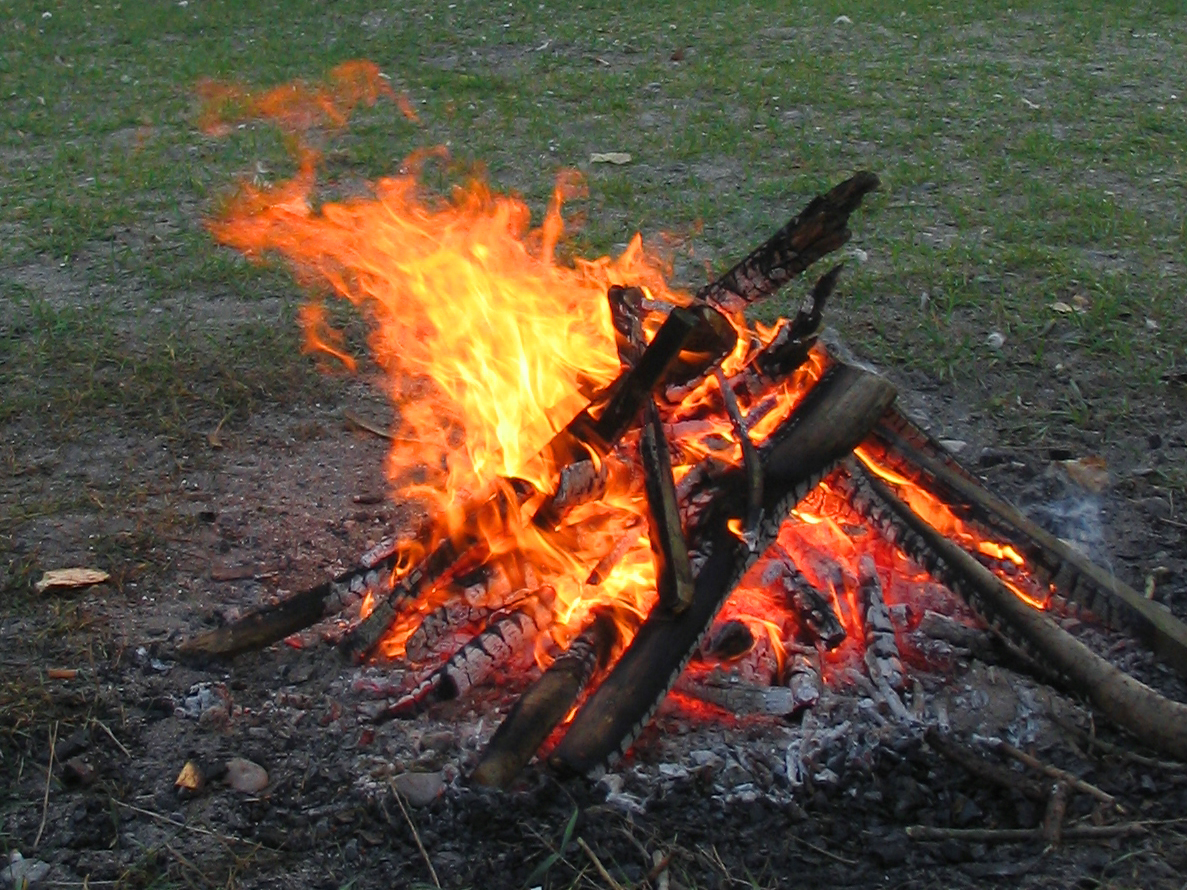
Para propiciar los di inferi se hacían sacrificios en fuegos hechos en el suelo o excavados en un hoyo, como era el caso de Dis Pater y Proserpina en el Campo de Marte.

Una forma de distinguir el carácter de los dioses era la manera en que se hacían los sacrificios. Marco Terencio Varrón (siglo I a. C.) apuntó las siguientes diferencias: los di superi (literalmente "los dioses de arriba") eran aquellos a quienes se les hacían ofrendas en los altaria («altares»); los di terrestres eran quienes recibían ofrendas hechas en are arae; y los di inferi, eran los dioses a los cuales se les hacían ofrendas a través de foci, («fuegos») encendidos directamente sobre el suelo o bien dentro de un hoyo excavado expresamente. En general, los animales sacrificados a los dioses celestes acababan formando parte de un ágape compartido por la comunidad con porciones de la víctima repartidas en recipientes para la divinidad homenajeada y recipientes para los humanos. Los dioses inferi, en cambio, recibían ofrendas quemadas denominadas holocaustos. En estas ofrendas la víctima sacrificada se dejaba quemar hasta convertirla en cenizas, puesto que los vivos tenían prohibido compartir un ágape con los muertos. Esta prohibición se constata también en los ritos de los funerales, en los que el paso al reino de los muertos iba acompañado de un holocausto dirigido a los manes ante la sepultura del difunto, mientras los familiares hacían un ágape juntos mencionando la ausencia del muerto, siguiendo un ritual. A partir de aquel día, la persona que había muerto era considerada parte de los manes familiares (lares) y eran venerados como tales.
En la cultura romana, era habitual que en los sacrificios públicos las víctimas fueran animales domésticos, que formaban parte de la dieta habitual de los ciudadanos; por otro lado, los animales que ellos no consideraban comestibles (por ejemplo caballos, cachorros de perro) eran los que se usaban en los sacrificios a los dioses de carácter ctónico. El secretismo de algunos rituales otorgaba un carácter mágico a los holocaustos que se hacían a los dioses del mundo subterráneo en los que los cachorros eran las víctimas preferidas, en especial en honor a Hécate. A veces los di inferi eran invocados atando el animal a una cruz (defixiones) mientras pronunciaban palabras rituales enviando maldiciones sobre los enemigos personales. También se llamaban inferi los recipientes donde se hacían sacrificios humanos en las afueras de Roma, cosa que ocurría raramente. Había un ritual llamado devotio, que consistía en una plegaria hecha por un general del ejército antes de entrar en batalla ofreciendo a los dioses del mundo subterráneo la propia vida y la de los enemigos, concretamente invocando a los Di Manes.

## Lugares de culto
El lugar más adecuado para hacer un sacrificio a los di inferi era la parte exterior del pomerium, la muralla sagrada que rodeaba la ciudad de Roma y lugar donde se hacían los enterramientos. Cuando se hacían carreras de caballos era necesario que los participantes buscaran propiciar el favor de los dioses del inframundo; en este sentido se pueden encontrar actividades dentro de algunas fiestas del calendario religioso romano: la Consualia, la fiesta del caballo de octubre, los Ludi taurii, que tenían lugar en espacios dentro del Campo de Marte como por ejemplo: el Tarentum o el Trigarium. Los Ludi Taurii fueron ideados expresamente para buscar el favor de los di inferi.
La parte del Campo de Marte donde se hacían los entrenamientos para carreras con tres caballos (de donde viene el nombre de Trigarium), estaba consagrado a los dioses del mundo subterráneo. Según Isidoro de Sevilla, los tres caballos representaban las tres etapas de la vida de los seres humanos: la niñez, la juventud y la edad adulta.
Proserpina y Dis Pater tenían un altar escondido bajo tierra que solo lo desenterraban cada cien años para la celebración de los juegos Seculares.

## Arbores Infelices

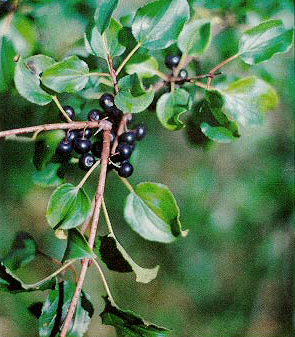
Algunos árboles y arbustos de frutos negros estaban relacionados con los di inferi

En la cultura etrusca existía la tradición de considerar divinos algunos árboles. Los di inferi eran los dioses tutelares de algunos de estos árboles y también de arbustos: la frangula, el cornejo macho, el helecho, la higuera negra, el acebo, el rusco, las moras. La mayoría de estas plantas o árboles se los podía reconocer porque hacían frutos de color negro o por su sabor amargo. La madera de estos árboles, denominados arbores infelices («árboles de mala fortuna»), tenían poderes mágicos y eran empleados para quemar objetos considerados como portadores de mala fortuna.

## En época cristiana
En los inicios del cristianismo el poeta Prudencio criticaba en sus escritos los espectáculos con gladiadores, puesto que según él estaban dedicados a los di inferi y por ser estos de naturaleza repulsiva, los humanos tenían que dejar de venerarlos. Para Prudencio el resto de dioses de la religión romana eran falsos dioses, probablemente simples seres humanos que las leyendas habían mitificado, como ya había explicado el filósofo Evémero. Venerar a los di inferi era mucho peor, comparable a alabar al demonio, puesto que los cristianos interpretaron que el inframundo era el infierno, el territorio de Satanás, a quien también llamaban Lucifer.

## Lista de losdi inferi

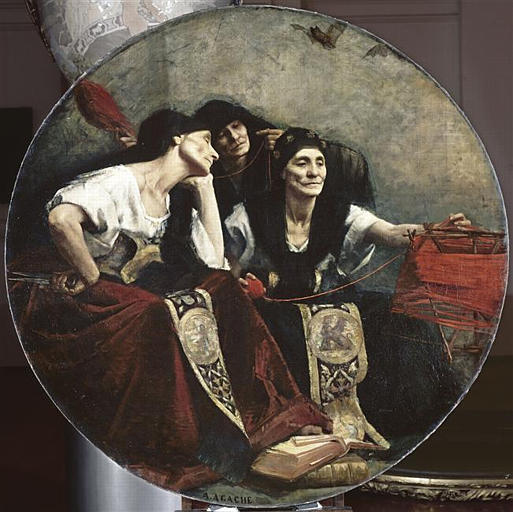
Las Parcas, pintura de Alfred Agache; una de ellas, la Maurtia decidía cuando llegaba el momento de la muerte de una persona.

- Dis Pater, Dispáter o Dis, presidía la vida después de la muerte, su pareja era Proserpina. A veces al mismo que Plutón.
- Hécate o Trivia, de origen tracio y relacionada con los cruces de caminos.[23]
- larvas, espíritus malignos.[24]
- lémures, espíritus de la muerte.[25]
- Libitina, de origen etrusco y relacionada con los funerales.[26]
- manes, las almas de los seres queridos que habían muerto.[1]
- Manda Genita, relacionada con la mortalidad infantil.[27][28]
- Mater Larum, mencionada a los carmen arvales y relacionada con Larunda o Dea Tacita.[29]
- Mors o Muerte, personificación femenina sin historia propia.[30]
- Nenia Dea, diosa de las lamentaciones en los funerales.[31]
- Orco, la encarnación de la muerte, mal diferenciada de los propios infiernos, y también otro nombre de Plutón. .[32]
- Parca Maurtia o Morta, una de las tres diosas que tejían la vida y determinaban el momento de la muerte de cada persona.[33]
- Plutón: dios romano soberano del inframundo, el mismo que el Hades griego.
- Proserpina, hija de Ceres y reina del inframundo, esposa de Dis Pater. Coincide con la griega Perséfone. En los territorios conquistados por los romanos se identificó con la diosa celta Herecura.
- Sumano, dios del cielo nocturno.
- Véjove, quizás una forma arcaica de Sumano.[34]

La diosa Ceres, a pesar de no ser una diosa del inframundo, era la protectora del mundus, la tapa del agujero que comunicaba con el mundo de los dioses del mundo subterráneo. Este ‘pozo de Ceres’ se abría tres veces al año para dejar pasar los espíritus.